# 共通歴 (グレイホーク)
共通歴（Common Year Reckoning、CY）は、ダンジョンズ&ドラゴンズ・ロールプレイングゲーム用のワールド・オブ・グレイホーク・キャンペーンセッティングで使用される、架空の紀年法である。

## 概要
1970年代半ば、ゲイリー・ガイギャックスは、「ダンジョンズ&ドラゴンズ」という名の新しいロールプレイングゲームの開発に協力しており、そのゲームのために、グレイホークと呼ばれるキャンペーン世界を作成した。1980年、TSRは「ザ・ワールド・オブ・グレイホーク・ファンタジー・ワールド・セッティング」(TSR 9025)を出版し、彼はその世界（フラネス）がどのようにして現在の情勢に至ったのかを説明するために、1,000年間に及ぶ21の歴史上の事象をまとめた簡潔な年代記を掲載した。
この年代記には5つの主要な文化が登場し、それぞれが独自の紀年法を持っていた。
- スエル人：スエル歴（スエル・デーティングまたはスエル・ドミニオン、SD）
- オルヴ（エルフ）：オルヴ歴（オルヴン・カレンダー、OC）
- バクルーニー人：バクルーニー歴（バクルーニッシュ・ヒジュラまたはバクルーニッシュ・ヒエラルキー、BH）
- フラン人：フラン歴（フラン・タリー、FT）
- オアリディアン人：オアリディアン歴（オアリディアン・レコードまたはオアリディアン・レコニング、OR）

ガイギャックスの年代記で大きな出来事の1つが、オアリディアン民族の侵入であり、それにより他の文化はこの地の周縁部に追いやられ、ついにはエアディ大王国が成立するに至った。その最初の大王は、新帝国の幕開けを新しい普遍的な暦法である「共通歴」を制定することで記念した。
ガイギャックスはCY1年よりも前の全ての事象は負数の年で表されるものとしたため、CY0年は存在しない（CY1年の前年はCY-1年である）。これにより、CY1年より前の共通歴の日付を他の紀年法に変換する際に余計な計算が必要となった。しかしながら、ガイギャックスのキャンペーン開始時点（CY576年に設定された）までに、共通歴はほとんどの文化で広く使用されるに至っており、ダンジョンマスターによる別の紀年法との変換はほとんど不要になっている。
共通歴における日、週、月はグレイホークの暦を使用して算定される。